# Катарина Саксонска (1468–1524)
Вижте пояснителната страница за други личности с името Катарина Саксонска.
Катарина Саксонска (на немски: Katharina von Sachsen; * 24 юли 1468, Грима, Саксония; † 10 февруари 1524, Каленберг) от рода на Албертинските Ветини, е принцеса от Саксония и чрез женитби ерцхерцогиня на Австрия, регентка на Тирол и княгиня на Каленберг-Гьотинген.

## Живот
Дъщеря е на херцог Албрехт III от Саксония (1443 – 1500) и неговата съпруга принцеса Сидония Бохемска (1449 – 1510), дъщеря на Иржи Подебради, крал на Бохемия.
Катарина се омъжва на 16 години на 24 февруари 1484 г. в Инсбрук за 56-годишния ерцхерцог Сигизмунд Австрийски (1427 – 1496), регент на Тирол. Тя е втората му съпруга. Бракът е бездетен. Сигизмунд абдакира през 1490 г. Те са жертви на интриги. През 1496 г. Сигизмунд умира.
Около 1496/1497 г. Катарина се омъжва втори път за херцог Ерих фон Брауншвайг (1470 – 1540) от род Велфи. Тя е първата му съпруга. Те имат една дъщеря Анна Мария, която умира малка.
Катарина умира през 1524 г. и е погребана в Мюнден.